# Monte Nervo
Il Monte Nervo (in lingua inglese: Mount Nervo) è una montagna antartica, alta 1.070 m, situata 6 km a nord del Monte Coulter nelle Schmidt Hills, una delle due porzioni che costituiscono il Neptune Range, nei Monti Pensacola in Antartide. 
Il monte è stato mappato dallo United States Geological Survey (USGS) sulla base di rilevazioni e foto aeree scattate dalla U.S. Navy nel periodo 1956-66.
La denominazione è stata assegnata dall'Advisory Committee on Antarctic Names (US-ACAN) in onore di George W. Nervo (1928-2014), operatore radio alla Stazione Ellsworth durante l'inverno 1958.